# Wong Nai Chung Gap
Wong Nai Chung Gap är ett bergspass i Hongkong (Kina).   Det ligger i distriktet Wan Chai, i den centrala delen av Hongkong. Wong Nai Chung Gap ligger 250 meter över havet. Det ligger vid sjön Wong Nai Chung Reservoir.
Terrängen runt Wong Nai Chung Gap är lite kuperad. Havet är nära Wong Nai Chung Gap åt sydväst.  Centrala Hongkong ligger 4,8 km nordväst om Wong Nai Chung Gap. I omgivningarna runt Wong Nai Chung Gap växer i huvudsak städsegrön lövskog. Passet går mellan topparna Tsz Lo Lan Shan och Jardines Lookout.